# Histoire de La Valette
L'histoire de La Valette, capitale de la République de Malte, commence avec l'arrivée des Hospitaliers dans l'archipel maltais en 1530. La création d'une fortification sur la péninsule de Xiberras est pratiquement aussitôt envisagée par les grands maîtres de l'Ordre de Saint-Jean de Jérusalem à Malte. Un certain nombre de projets sont conçus mais seule la construction du fort Saint-Elme est réalisée avant l'attaque ottomane de 1565.
Après le grand Siège de Malte les fonds affluent des cours chrétiennes européennes et les Hospitaliers vont faire construire une nouvelle ville fortifiée qui prendra le nom de son initiateur Jean de Valette.
Embellie et développée au fil des siècles, La Valette est inscrite sur la liste du patrimoine mondial de l'humanité (liste de l'UNESCO) depuis 1980 et sera capitale européenne de la culture en 2018.

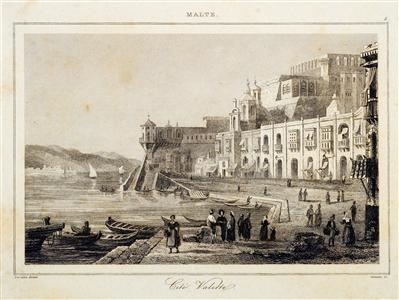
La cité de La Valette, île de Malte.

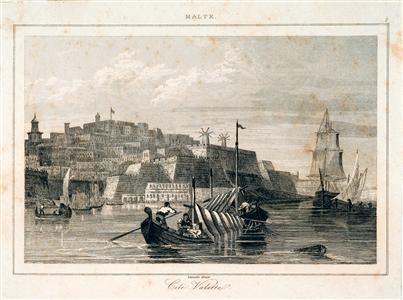
Vue de La Valette depuis la mer.

## Contexte
Au XVe siècle et au début du XVIe siècle, l'archipel maltais appartient au royaume de Sicile, qui relève de la couronne d'Aragon, dont Charles Quint en est roi à partir de 1516. Le représentant du roi de Sicile, nommé « Capitan de Malte », réside à Medina, au centre de l'île, où se trouve l'Università, le pouvoir municipal, tandis que le « Castellan » réside au Castrum maris à Borgo le port. Borgo et Medina sont alors les deux principaux villages de l'île de Malte.
En 1530, Charles Quint cède la souveraineté sur l'archipel à l'ordre des Hospitaliers, chassé de Rhodes par la conquête ottomane en 1522. Les Hospitaliers s’installent à Borgo, site portuaire et seul lieu fortifié de l'île, le castrum de Medina ayant été détruit comme symbole du pouvoir royal oppressif.
Le grand maître de l'ordre de Saint-Jean de Jérusalem est « prince de Malte » et les Hospitaliers, désormais « chevaliers de Malte », renforcent ensuite la défense du port en fortifiant la péninsule de Xiberras, qui fait face à Borgo. En 1552, le grand maître hospitalier Juan de Homedes fait construire à l’extrémité de la péninsule, le fort Saint-Elme à la place d'une ancienne tour de guet dédiée à Érasme de Formia (saint Elme), patron des marins.
Peu après son élection comme grand maître en 1557, Jean de Valette reprend l'idée de son prédécesseur Claude de La Sengle : la construction d'un ensemble fortifié sur la presqu'île, à la suite du fort Saint-Elme. Il demande à Marc Antonio Quinsani da Montalcino, d'établir les plans. Devant le refus de Quinsani, le duc d'Urbino envoie l'ingénieur militaire Bartolomeo Genga en 1558 mais celui-ci décède rapidement. Le projet, repris en 1562 par Baldassarre Lanci, est stoppé par l'attaque ottomane de 1565.
Après le Grand Siège de Malte qui a démontré l'importance stratégique de la presqu'île de Xibberas, le grand maître vainqueur des Ottomans, Jean de Valette, décide de la construction d'une puissante fortification en même temps qu'il faille relever les ruines du fort Saint-Elme.

## Création de La Valette

### Le projet de Francesco Laparelli
Après la victoire des Hospitaliers, leur défense héroïque leur ouvre la reconnaissance et un afflux de subsides de toutes les cours d'Europe. Les travaux de construction sont financés par le pape Pie IV et les princes chrétiens, les finances des Hospitaliers étant au plus bas. Le pape envoie à Malte un célèbre ingénieur militaire, ancien collaborateur de Michel-Ange, Francesco Laparelli, secondé par Gabrio Serbelloni, l'architecte du roi Philippe II d'Espagne et un architecte maltais Ġlormu Cassar. Laparelli est le concepteur du plan et des fortifications. Il fait par trois fois évoluer ses plans, passant d'une citadelle renfermant aussi le Collechio, quartier réservé aux chevaliers à l'écart de la population comme à Rhodes, à une fortification pouvant abriter la population, pour finir en ville fortifiée. La construction de la nouvelle ville commence le 28 mars 1566 par la pose de la première pierre de l'église Notre-Dame-de-la-Victoire par le grand maître et bénit par le prieur conventuel.
À partir du fort Saint-Elme, Laparelli entoure la colline d'une puissante fortification, fait creuser un profond fossé sec réunissant la baie de Marsamxett et celle de Grand Harbour, les pierres extraites servant à la construction des murailles.
Il était aussi prévu de niveler la colline, mais la menace d'une nouvelle invasion ottomane stoppe ce projet de sorte que les neuf rues tracées dans la longueur et les douze rues perpendiculaires suivent le dénivelé du terrain, imposant souvent la présence d'escaliers. Pour faciliter la circulation des troupes et des canons d'un bastion à un autre, la fortification est doublée d'une circulation interne. Compte tenu de la menace ottomane, le pape autorise le travail les jours fériés, le vice-roi de Sicile renvoie à Malte tous les maltais sans charge de famille ; au total plus de 8 000 personnes, y compris les nombreux prisonniers turcs, travaillent sur le chantier à la fin de 1566.
Laparelli avait aussi prévu un port pour les galères à l'intérieur des fortifications, le Manderragio. Les pierres produites par le creusement de ce port devaient servir à la construction des habitations, mais elles se révèlent inutilisables et ce projet est également abandonné.
Jean de Valette ne verra pas la fin des travaux, il décède le 21 août 1568 à l'âge de 74 ans. Son successeur Pietro del Monte reprend à son compte le projet de Laparelli demandant l'ouverture d'une deuxième porte dans les fortifications, la porta maritima permettant un accès direct depuis Birgu. Fin 1568, les fortifications sont terminées avec la douve sèche et les deux cavaliers encadrant la porte de la ville, toutes les rues sont tracées, le terrain est loti en parcelles vendues deux tarins la canne carrée, vingt-six citernes et neuf greniers à blé creusés dans les fonds.
En 1569, Laparelli, rappelé par le pape, quitte Malte en laissant la responsabilité des travaux à Cassar.

### Les règlements d'urbanisme du grand maître Del Monte
En 1569, Del Monte voulant accélérer le lotissement de la ville fait paraître un premier règlement d'urbanisme :
- Tout acquéreur d'un terrain doit commencer de le construire sous six mois et terminer la construction dans l'année au risque de perdre le bénéfice de la vente ;
- Nul ne peut construire sans prendre un architecte agréé par l'Ordre ;
- Chaque construction doit avoir un réservoir avec puits pour recueillir les eaux de pluie et un deuxième réservoir pour les eaux usées relié à l’égout principal ;
- Aucun espace vide ou jardin devant les constructions, les angles de ces constructions ne doivent pas faire saillie sur la rue, les coins de chaque pâté de maisons doivent être décorés ;
- etc.

Ce règlement matérialise le débat des architectes urbanistes entre uniformisme et individualisme qui trouvera sa résolution avec le classicisme au XVIIe siècle. La Valette intègre chaque construction individualisée dans des blocs suffisamment uniformisés, à défaut d'unité ou d'uniformité, le charme de La Valette réside sans doute dans cette harmonie architecturale. Elle est trop militaire pour copier la Renaissance et trop méditerranéenne pour être Classique, elle passe directement du Maniérisme au Baroque.
Le 18 mars 1571, lors du huitième chapitre, Del Monte accélère encore la transformation de La Valette en capitale de l'Ordre en publiant un deuxième règlement :
- Tous les chevaliers doivent résider sans délai à La Vallette ;
- L'Ordre tout entier doit y être établi à la fin de mars 1571 ;
- Toute personne ayant fait construire à La Valette peut disposer de son bien selon son désir ;
- etc.

### Les constructions de Ġlormu Cassar
Le bâti de La Valette doit beaucoup aux choix architecturaux et esthétiques de Ġlormu Cassar. Si Laparelli est l'auteur du plan de la ville, Cassar en est de fait le principal architecte. Le premier bâtiment construit par lui est l'église Notre-Dame-de-la-Victoire où la dépouille de Jean de Valette est déposé en attendant la construction de l'église conventuelle de l'Ordre.
Le plan général de ses bâtiments est inspiré du maniérisme romain en réaction aux principes de la Renaissance. Un lourd pilastre engagé à chaque angle du bâtiment encadrant des façades ordonnancées symétriquement rythmées par des fenêtres aux encadrements peu ornés organisées autour d'une large porte centrale. L'exemple typique étant l'auberge d'Aragon construite par Cassar entre 1570 et 1571. Une observation attentive du rythme de la façade révèle, non pas une trame régulière mais progressive pour tenir compte de la perspective, reprise du Palladio.
En plus du palais des grands maîtres, des autres auberges des langues hospitalières de Castille, de Provence, d'Allemagne, d'Italie, d'Auvergne et de France, l'église conventuelle Saint-Jean est peut-être la plus importante réalisation de Cassar. Financée entièrement par le grand maître Jean L'Evesque de La Cassière, sa construction commence en 1573. Elle oppose un intérieur à nef unique et chapelles latérales, entre Maniérisme finissant et Baroque à venir, d'une grande richesse dédié à Dieu (les peintures de Mattia Preti date de 1662/1667) avec une façade austère dédiée à l'Ordre et inspirée de Michel-Ange ou de Vignola et de sa villa Giulia construite pour Jules II.
À la mort de Cassar en 1586, La Valette est, suivant l'expression d'Alain Blondy, « à l'image de l'Ordre : noble et austère, militaire et religieuse ».

## Le développement de la cité auXVIIeetXVIIIesiècles
Après l'établissement du couvent à La Valette, chaque grand maître va apporter sa pierre au développement et à l'embellissement de La Valette.
Une usine hospitalière de poudre à canon explose accidentellement le 12 septembre 1634 et tue 22 personnes.

## La modernisation de la capitale auxXIXeetXXesiècles
Quand les Britanniques prennent possession de Malte, ils choisissent La Valette pour capitale. Ils vont moderniser les infrastructures de la ville et construire de nouveaux bâtiments nécessaires à l'administration coloniale.

## Le blitz et la reconstruction d'après guerre
Durant la Seconde Guerre mondiale, le blitz, entre 1940 et 1943, a détruit beaucoup des constructions de la ville, mais la majorité d'entre elles ont été reconstruites à l'identique sauf le Royal Opera britannique dont les ruines sont restées jusqu'en 2013 un symbole du martyre des habitants.

## Évolution récente de la cité
La porte de ville, City Gate, est l'entrée principale dans La Valette. Elle a été inaugurée pendant les cérémonies de l'indépendance en 1964 ; elle faisait partie d'un projet non encore réalisé, le réaménagement de l'entrée de la ville avec la reconstruction de l'Opéra royal, détruit lors de bombardements en 1942. Triq ir-Repubblika en maltais et Republic street en anglais (rue de la République) est l'artère principale de la ville ; appelée Kingsway durant la colonisation anglaise, Strada Reale par les italophones, Strada San Giorgio sous l'administration de l'ordre de Saint-Jean, les Français la rebaptisèrent rue Nationale. Elle se déroule sur toute la longueur de La Valette, de la porte de la ville jusqu'au fort Saint-Elme.
La cité comporte plusieurs églises ; la plus connue est la Co-cathédrale Saint-Jean (œuvre de l'architecte maltais Ġlormu Cassar), autrefois appelée l'église des chevaliers. La capitale abrite de nombreux monuments, dont l'ancien Palais des grands maîtres, de nos jours Palais de la république, le Président y a ses bureaux et le Parlement maltais y siège.

### Patrimoine de l'humanité
Dès 1980, Renzo Piano, architecte méditerranéen, avait proposé un projet de rénovation de la City Gate et en 1985 le gouvernement de Karmenu Mifsud Bonnici invite officiellement Piano à proposer un projet de réhabilitation de La Valette. En 1989, sous le parrainage de l'Unesco, une exposition présente les plans de Piano. En 2008, Lawrence Gonzi décide sans consultation de réaliser le projet de Piano pour la réhabilitation de la place de la République englobant la City Gate, les ruines de Royal Opera et la construction d'un nouveau parlement pour un budget de 82 millions d'euros. L'aménagement du Royal Opera en salle de spectacle à ciel ouvert est terminé depuis l'été 2013, la City Gate depuis le printemps 2014 et le parlement depuis l'été 2014, mais les aménagements et les finitions trainent en longueur et le transfert du Parlement du palais présidentiel à ses nouveaux locaux est réalisé en mai 2015.

### Capitale européenne de la culture
La Valette n'avait pas connu de tels chantiers depuis la reconstruction d'après-guerre et la réhabilitation de 1964. La Valette a été désignée pour être capitale européenne de la culture pour 2018. C'est l'ensemble de la ville, qui était en travaux pour que La Valette présente le plus beau visage possible comme capitale culturelle.